# Symfonie nr. 5 (Vaughan Williams)
De Vijfde symfonie in D-majeur werd geschreven door de Britse componist Ralph Vaughan Williams tussen 1938 en 1943 en voor de eerste maal uitgevoerd op 24 juni 1943 in de Royal Albert Hall te Londen door het London Philharmonic Orchestra onder leiding van de componist zelf. De muziek werd in 1951 en 1954 herzien.
Over een bewust programma voor zijn vijfde symfonie heeft Ralph Vaughan Williams zich nooit uitgelaten. Voor veel mensen bracht het "peace and the blessing for which they longed." Anderen dachten, in de woorden van muziekcriticus Michael Kennedy, dat "now, in the midst of war, he had seen the vision of Peace Eternal." Hij vervolgt echter: "Unfortunately, they did not know that the vision had first taken shape in 1938." Desondanks gaf Kennedy de Vijfde symfonie een veelzeggende bijnaam, Symphony of the Celestial City, Maar ten slotte schrijft hij: "it's safer to regard Vaughan William's un-named symphonies as absolute music."
Los van enige thematische vergelijking kan men opmerken dat de Vijfde symfonie enkele belangrijke overeenkomsten vertoont met Vaughan Williams' eigen The Pilgrim's Progress, toen een ongepubliceerde opera (of 'morality'), maar uiteindelijk gepubliceerd in 1951. Hieronder zijn deze overeenkomsten verwerkt.
De symfonie bestaat uit:
1. Preludio. Moderato — het eerste deel van de symfonie vangt aan met karakteristiek trompetgeschal. Een belangrijk thema in het eerste deel is ontleend aan deel II, scène 2 van The Pilgrim's Progress.
2. Scherzo. Presto — het tweede deel bestaat uit minstens vijf thema's, waarvan er een gebaseerd is op volksmuziek.[10]
3. Romanza. Lento — de opening van het derde deel is gebaseerd op deel I, scène 2 van Pilgrim's Progress; onder de muziek van de cor anglais stond in de symfonie aanvankelijk dezelfde tekst als in de opera: "He hath given me rest by his sorrow and life by his death."[11]
4. Passacaglia. Moderato — aan de basis van het thema van het vierde deel ligt een ander gedeelte van Pilgrim's Progress, deel I, scène 2.

## Aanbevolen literatuur
- Michael Kennedy, The Works of Ralph Vaughan Williams (Londen 1964).
- Ursula Vaughan Williams, R. V. W.: A Biography of Ralph Vaughan Williams (Londen 1963).